# واسیلی بوبکا
واسیلی بوبکا (اوکراینی: Василь Бубка) ورزشکار سابق رشته پرش با نیزه است که شوروی و بعدها کشور اوکراین را نمایندگی کرد. وی بهترین رکورد خود را با پرشی ۵.۸۶ متری، در سال ۱۹۸۸ در شهر چلیابینسک به دست آورد.
بوبکا برادر بزرگتر سرگئی بوبکا و پدر الکساندر بوبکا است.